# 김진희 (거문고 연주자)
김진희(Jin Hi Kim, 1957년 2월 6일 ~ )는 미국에서 활동하는 전자 거문고 연주자이다.
김진희는 1980년 도미, 미국의 밀스 대학에서 전자음악과 작곡을 전공했다. 1998년부터 알렉스 노예와 함께 전자거문고를 개발했으며 아방가르드, 컬츄럴 크로스 즉흥 음악을 연주한다. 미국 링컨 센터와 존 F. 케네디 센터, 캐나다 밴쿠버 재즈페스티벌 등 다양한 무대에서 전자거문고를 연주해 왔다.
미국 코네티컷 웨슬리안 대학교에서 강의를 하고 있다.

## 경력
- 전자거문고 개발
- 세계여성음악인동맹 아시아 지부장

## 학력
- 밀스대학대학원 전자음악, 작곡 석사
- 서울대학교 국악과 학사
- 국립국악고등학교